# Taichung Buildings
Les Taichung Buildings ou Daan King Buildings sont un ensemble de gratte-ciel jumeaux de 158 mètres de hauteur construit en 1993 et en 1997 à Taichung dans le centre de l'île de Taïwan.
L'ensemble est composé de deux immeubles :
- Taichung Building 1, construit en 1993[1] ;
- Taichung Building 2, construit en 1997.

Ils abritent des bureaux sur 42 étages.
Ils font partie des 10 plus hauts gratte-ciel de Taichung.